# Рудничный (Челябинская область)
Рудничный — бывший рабочий посёлок располагавшийся на территории современного Саткинского района Челябинской области России. В 1951 году в месте с рабочим посёлком Бакал был объединен в один населённый пункт город Бакал.

## География
Территория бывшего рабочего посёлка образует отдельные внутригородские микрорайоны города Бакала, расположенные к югу от горы Буландиха: Рудничный (быв. посёлок имени ОГПУ), Катавка и Иркускан (бывший рудник Тяжелый).

## История
Указом ПВС РСФСР от 12 сентября 1942 года посёлки имени ОГПУ, Катавка и рудника Тяжёлый были объединены в рабочий посёлок Рудничный.
Указом ПВС РСФСР от 25 октября 1951 года рабочие посёлки Бакал и Рудничный объединены в город Бакал.

## Инфраструктура
МКОУ Средняя общеобразовательная школа № 21 им. героя Советского Союза  Г. М. Лаптева. Детсад, клуб.

## Достопримечательности
Церковь Владимирской иконы Божией Матери в Рудничном.

## Транспорт
Проходит региональная автодорога 75К-198, идущая от федеральной автотрассы Урал.